# Erik Ahlgren (jurist)
Carl Erik Ahlgren, född den 14 augusti 1900 i Simrishamn, död den 15 juli 1985 i Göteborg, var en svensk jurist.
Ahlgren avlade studentexamen i Helsingborg 1918 och juris kandidatexamen vid Lunds universitet 1922. Han blev extra ordinarie notarie i Skånska hovrätten 1922, genomförde tingstjänstgöring i Sunnervikens domsaga 1922–1926 och var tillförordnad domhavande olika tider 1925–1933. Ahlgren började tjänstgöra i Göta hovrätt 1926, blev tillförordnad och biträdande fiskal där 1928, extra ordinarie assessor 1932, ordinarie assessor 1934 och hovrättsråd 1939, i Hovrätten för Västra Sverige 1947. Han var lagman där 1962–1967. Ahlgren blev riddare av Nordstjärneorden 1942 och kommendör av samma orden 1957. Han vilar på Sankt Olofs kyrkogård i Falköping.